# Serra da Estrela (sous-région)

Localisation de la Serra da Estrela

La Serra da Estrela – en portugais : Serra da Estrela – est une des 30 sous-régions statistiques du Portugal.
Avec 11 autres sous-régions, elle forme la région Centre.

## Géographie
La Serra da Estrela est limitrophe :
- au nord, du Dão-Lafões,
- à l'est, de la Beira intérieure Nord,
- au sud, de la Cova da Beira,
- à l'ouest, du Pinhal intérieur Nord.

## Données diverses
- Superficie : 872 km2
- Population (2001) : 49 896 hab.
- Densité de population : 57,22 hab./km2

## Démographie
Environ 55 % de la population de la sous-région vit dans la municipalité de Seia, sur un territoire dont la superficie représente environ 50 % de la superficie de la sous-région. Il n'y a donc pas à proprement parler de centre urbain clairement marqué dans cette sous-région, même si, numériquement, la municipalité de Seia est la plus importante.
Toutefois, on retrouve ce caractère de « centre urbain » si l'on considère les données de sa paroisse civile principale, Seia, qui ne dépasse pas les 7 000 habitants (moins de 14 % de la population de la sous-région), mais sur un territoire dont la superficie représente à peine plus de 2 % de celle de la sous-région.

## Subdivisions
La Serra da Estrela groupe trois municipalités (conselhos ou municípios, en portugais) :
municípios, en portugais) :
| Concelho           | Superficie km2 | Population (2004) | Densité de population hab./km2 |
| ------------------ | -------------- | ----------------- | ------------------------------ |
| Fornos de Algodres | 133,23         | 5 434             | 40,79                          |
| Gouveia            | 302,49         | 15 792            | 52,21                          |
| Seia               | 435,92         | 27 574            | 63,25                          |

| Districts | Concelhos          |
| --------- | ------------------ |
| Guarda    | Fornos de Algodres |
| Guarda    | Gouveia            |
| Guarda    | Seia               |

Note : la Serra da Estrela est entièrement comprise dans le district de Guarda, mais la réciproque n'est pas vraie, puisque celui-ci comprend en outre :
- une municipalité statistiquement rattachée à la région Nord (sous-région du Douro) ;
- quatre municipalités statistiquement rattachées à d'autres sous-régions de la région Centre :
  - une pour la sous-région du Dão-Lafões ;
  - neuf pour la sous-région de la Beira intérieure Nord.

1. 1 2  « Official Journal L 87/2023 », sur eur-lex.europa.eu (consulté le 13 janvier 2024)